# Psammoserie

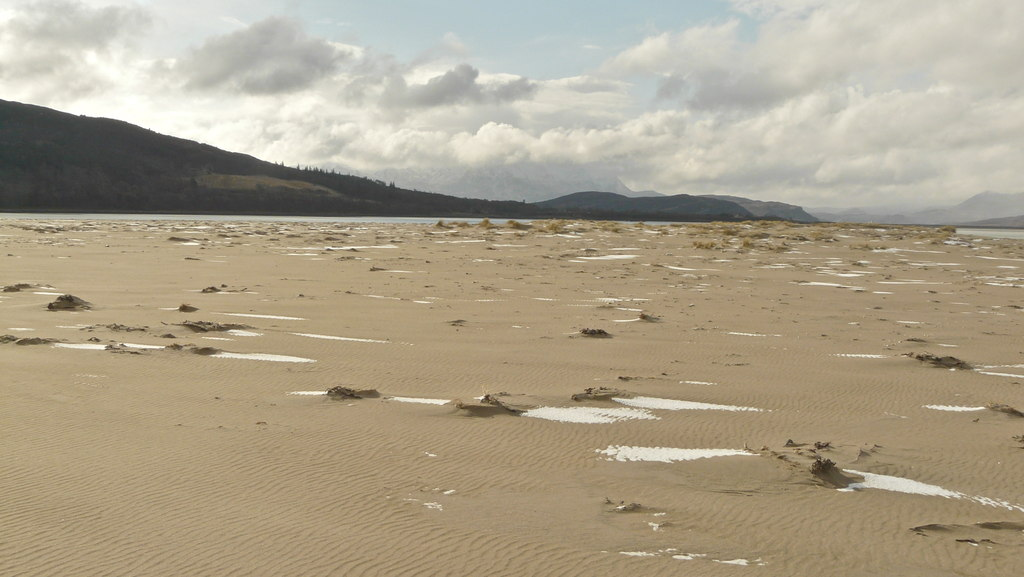
La primera etapa de una sucesión de psammoseries. Se pueden observar especies pioneras formando dunas embrionarias.

En geografía, una psammoserie es una serie arenosa, en un ambiente con sustrato de arena, y donde se desarrolla una sucesión ecológica.
En una típica sucesión de una psammoserie costera arenosa, los organismos más cercanos al mar deben ser especies tolerantes a la sal (halófitas), como las algas litoraleñas y Salicornia. 
La sucesión al ingresar a tierra adentro es de incluir las gramíneas Poa, Halimione portulacoides, lavandas Limonium, eventualmente graduando hacia un ecosistema terrestre, típicamente no marítimo. 
Las Psammoseries van graduándose hasta alcanzar un "clímax" climático, que progresa entonces con sauces y Quercus. Al avanzar más allá de la marca de máxima pleamar, hay características cambiantes que ayudan a determinar la sucesión natural de las dunas. Por ej., la tasa de saturación baja al avanzar tierra adentro, desde el máximo pelo de agua, y la tierra es más compacta y hay mejores suelos, más que los arenoso vistos al arranque de la formación de la duna. La tierra es menos ácida, con correlación al clímax climático así como hay menos restos de caparazones marinos en el suelo. Las piezas de conchas son ligeramente ácidas, y frenan el crecimiento feraz de vegetación común. Como la calidad de suelo mejora, y se pone a un pH más neutral, sienta para fundar mejores comunidades vegetales, en vez de las sufridas Ammophila y Calluna vulgaris, y hasta mejores condiciones para los árboles como Betula y Fraxinus.
En un modelo costero idealizado de psammoserie, en el borde marino de la duna, el pH del suelo es típicamente alcalino/neutral con un pH de 7/8 particularmente donde los fragmentos conchíferos dan un significativo componente a la arena. Más dentro aún de la tierra costera, y de las dunas, se puede desarrollar un podsol con un pH de 5/ 4 seguido por un podsoles maduros hacia el clímax con pH de 3,5 - 4,5.